# You And I (album)
Pour les articles homonymes, voir You and I.
Albums de Jeff Buckley
Sketches for My Sweetheart the Drunk
(1998)
You And I est un album posthume de Jeff Buckley sorti en 2016, de chansons enregistrées en 1993.
| No  | Titre                              | Durée |
| --- | ---------------------------------- | ----- |
| 1.  | Just Like A Woman                  |       |
| 2.  | Everyday People                    |       |
| 3.  | Don’t Let The Sun Catch You Cryin’ |       |
| 4.  | Grace                              |       |
| 5.  | Calling You                        |       |
| 6.  | Dream Of You And I                 |       |
| 7.  | The Boy With The Thorn In His Side |       |
| 8.  | Poor Boy Long Way From Home        |       |
| 9.  | Night Flight                       |       |
| 10. | I Know It’s Over                   |       |